# Laura Campos
Laura Campos Prieto (Mérida, España, 13 de septiembre de 1988) es una exgimnasta española, especializada en la disciplina de gimnasia artística, olímpica en Atenas 2004 y Pekín 2008. Entre otras preseas, logró el bronce por equipos en el Test Preolímpico de Atenas (2004) y la plata en barras asimétricas en la Copa del Mundo de Gante (2005).

## Biografía deportiva

### Inicios
Comenzó su carrera como gimnasta a los 7 años en el Club E.D.M. Mérida. Posteriormente pasaría a formar parte del Club Extremadura.

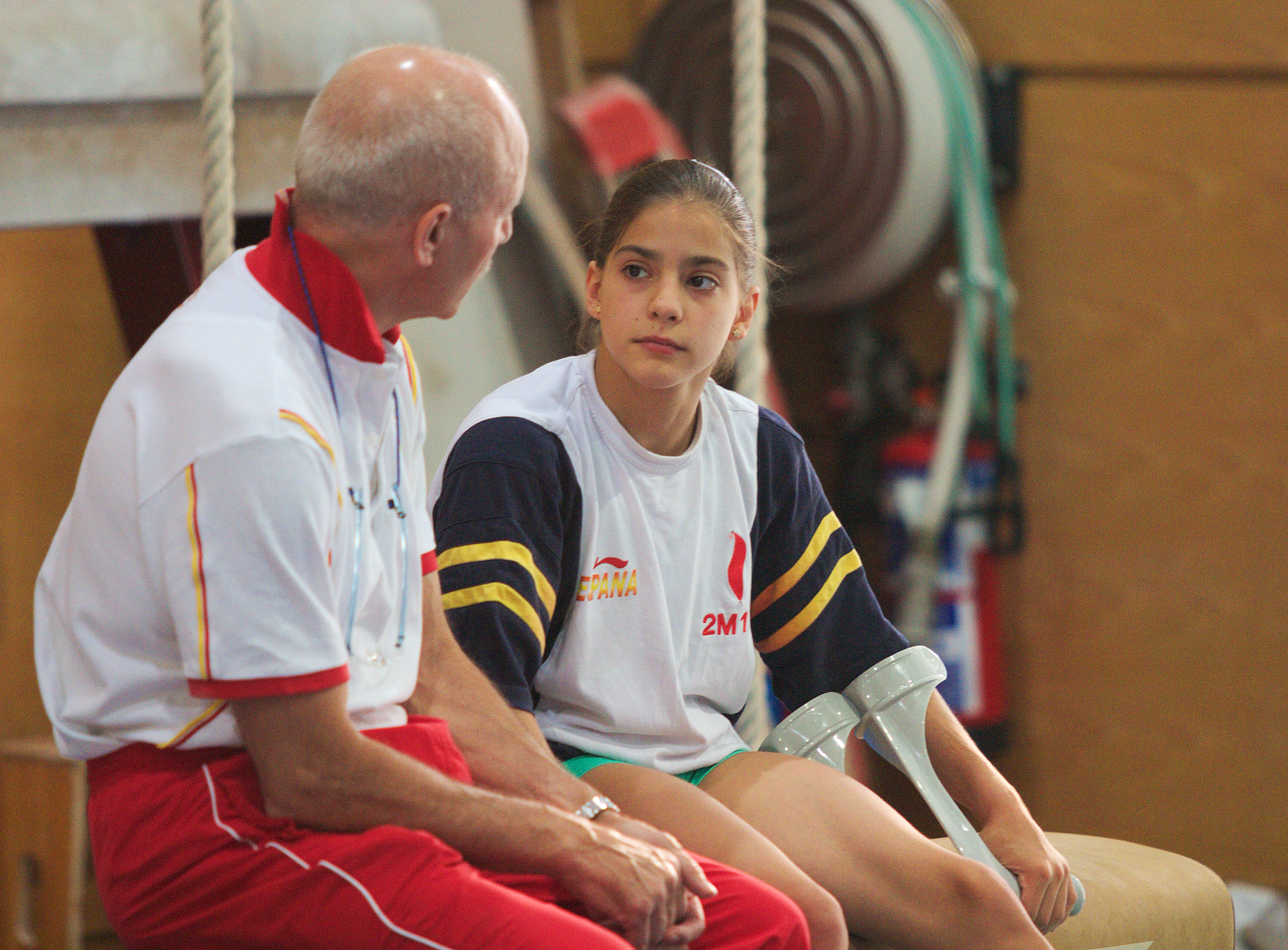
Laura junto a Jesús Fillo Carballo durante un entrenamiento en el CAR (2004).

### Etapa en la selección nacional

#### 2001 - 2004: ciclo olímpico de Atenas 2004
Entró en la selección nacional en septiembre de 2001, entrenando desde entonces en el Centro de Alto Rendimiento de Madrid. Sus entrenadores en la selección fueron Jesús ''Fillo'' Carballo, Lucía Guisado, Almudena San José y Eva Rueda, teniendo como coreógrafa a Fuensanta Ros. Con el equipo nacional llegó a participar en varios Campeonatos Mundiales y Campeonatos Europeos, además de ser olímpica en dos ocasiones. A comienzos de 2004, logró el bronce por equipos en el Preolímpico de Atenas. Posteriormente participó en los Juegos Olímpicos de Atenas 2004, quedando en 5º lugar en el concurso general por equipos y obteniendo por tanto el diploma olímpico. El equipo español estaba integrado en estos Juegos por Laura, Tania Gener, Elena Gómez, Mónica Mesalles, Patricia Moreno y Sara Moro.

#### 2005 - 2008: ciclo olímpico de Pekín 2008
En la Copa del Mundo de Gante en 2005 fue plata en barras asimétricas. Un año después, en la Copa del Mundo de Gante de 2006, fue 6ª. En junio de 2008 fue 7ª en barras asimétricas y 8ª en barra de equilibrio en el Memorial Joaquín Blume, que ese año era la Copa del Mundo de Barcelona. En agosto participó en sus segundos Juegos, los Juegos Olímpicos de Pekín 2008, donde compitió en el concurso general individual situándose en el puesto 49º.

### Retirada de la gimnasia
Tras los Juegos de Pekín 2008 se retiró de la gimnasia. Trabajó durante un tiempo como entrenadora en el Club Extremadura. En noviembre de 2015 formó parte del jurado de los Premios Mujer, Deporte y Empresa, entregados en el I Congreso Ibérico Mujer, Deporte y Empresa, celebrado en Cáceres. El 23 de julio de 2016 fue una de las gimnastas invitadas a la Gala 20.º Aniversario de la Medalla de Oro en Atlanta '96, celebrada en Badajoz.

## Equipamientos
| Período      | Proveedor  |
| ------------ | ---------- |
| 2001 - 2008  | Li-Ning    |
| 2004 (JJ.OO) | John Smith |
| 2008 (JJ.OO) | Li-Ning    |

## Premios, reconocimientos y distinciones
- Mejor Deportista Femenina Absoluta en los IX Premios Extremeños del Deporte 2002 (2003)
- Premiada en los Premios Anuales de la Asociación Nacional de Informadores Gráficos de Prensa y Televisión (2007)[5]
- Mejor Deportista Femenina Absoluta en los XV Premios Extremeños del Deporte 2008 (2009)[6]
- Premio a la Trayectoria de Deportista Regional de Élite (junto a Nuria Cabanillas) en la V Gala del Deporte de Quintana de la Serena (2018)[7][8]

## Galería

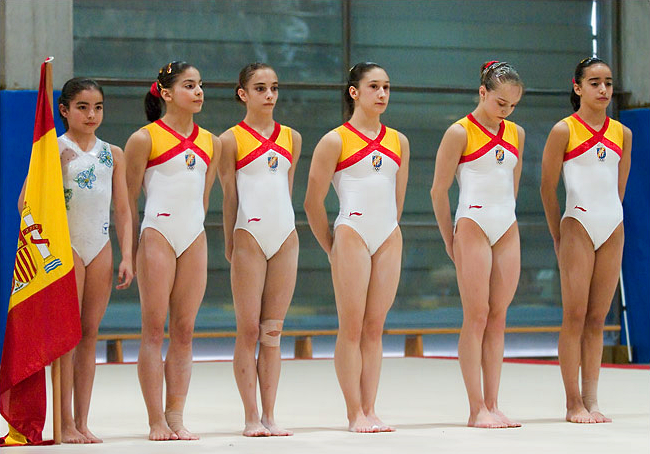
Laura (2ª a la izquierda) con el equipo español de gimnasia artística en el encuentro España - Holanda en Madrid (2004).
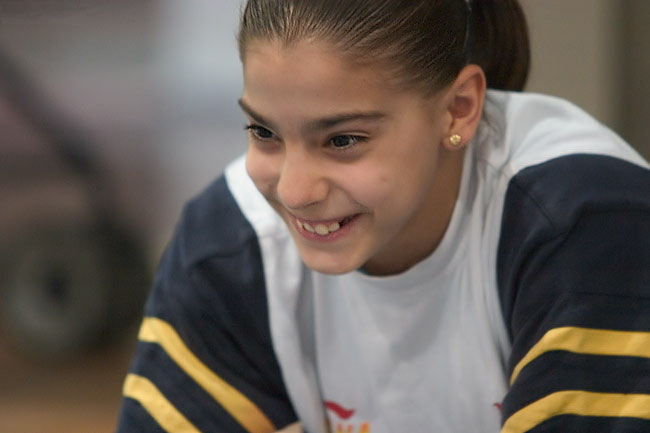
Campos en un entrenamiento con el equipo nacional en el CAR de Madrid (2004).
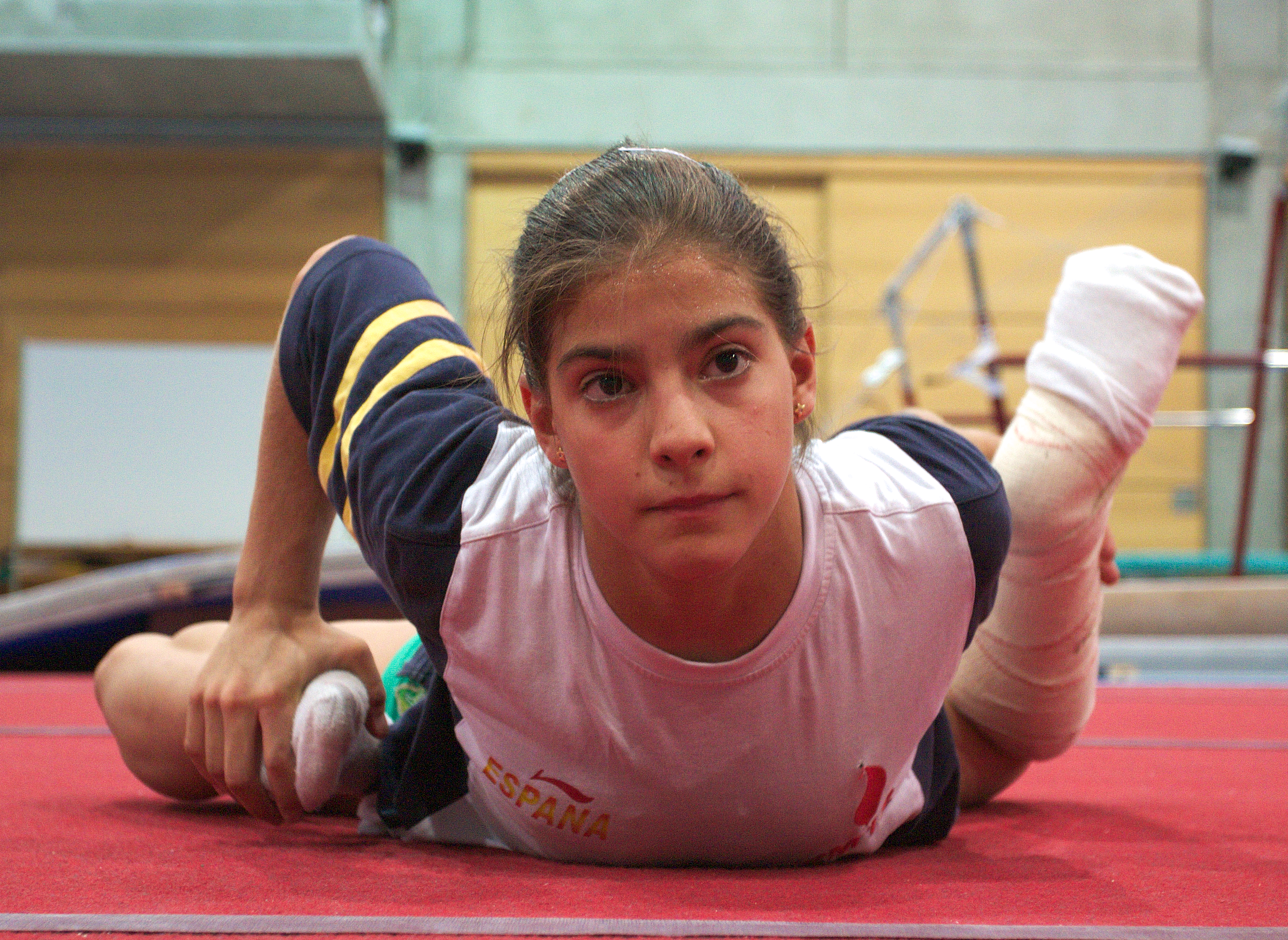
Laura durante otro momento en el entrenamiento del equipo.